# Lambdina quercivoraria
Lambdina quercivoraria là một loài bướm đêm trong họ Geometridae.